# رقص نقري
الرقص النقري هو نوع من أنواع الرقص الذي يؤدى باستخدام الأصوات الناتجة من ضرب الحذاء النقري للأرض[ ؟ ] لتصدر نوع من الإيقاع. يوجد نوعان مختلفان من الرقص النقري هما: النقر الإيقاعي (الجاز) ونقر برودواي. نقر برودواي يركز على الرقصة نفسها، فهو فهو يؤدى بكثرة على المسرح الموسيقي. أما النقر الإيقاعي يركز على الموهبة الموسيقية، بحيث أن ممارسوا هذا النوع يعتبرون أنفسهم جزء من تراث الجاز. ويخرج صوت النقر بواسطة أحذية مصممة بلوح معدني على الكعب ومقدمة القدم. وهناك أنواع مختلفة من هذه الأحذية والتي أحيانا تصدر أصوات مختلفة.
الحذاء الناعم هي إحدى رقصات النقر الإيقاعي التي لا تحتاج حذاء مخصص، ومع ذلك ينتج الصوت من خلال القدم، أوأحيانا يستخدم الانزلاق كثيراً في الرقص النقري الإيقاعي الحديث حتى أنهم أحيانا يستخدمون رمال متناثرة على المسرح لتعزيز صوت الانزلاق. وهذا النوع قد سبق ما يعتبر حاليا بالرقص النقري الحديث، إلا أن شعبيته انخفضت.

## تاريخه

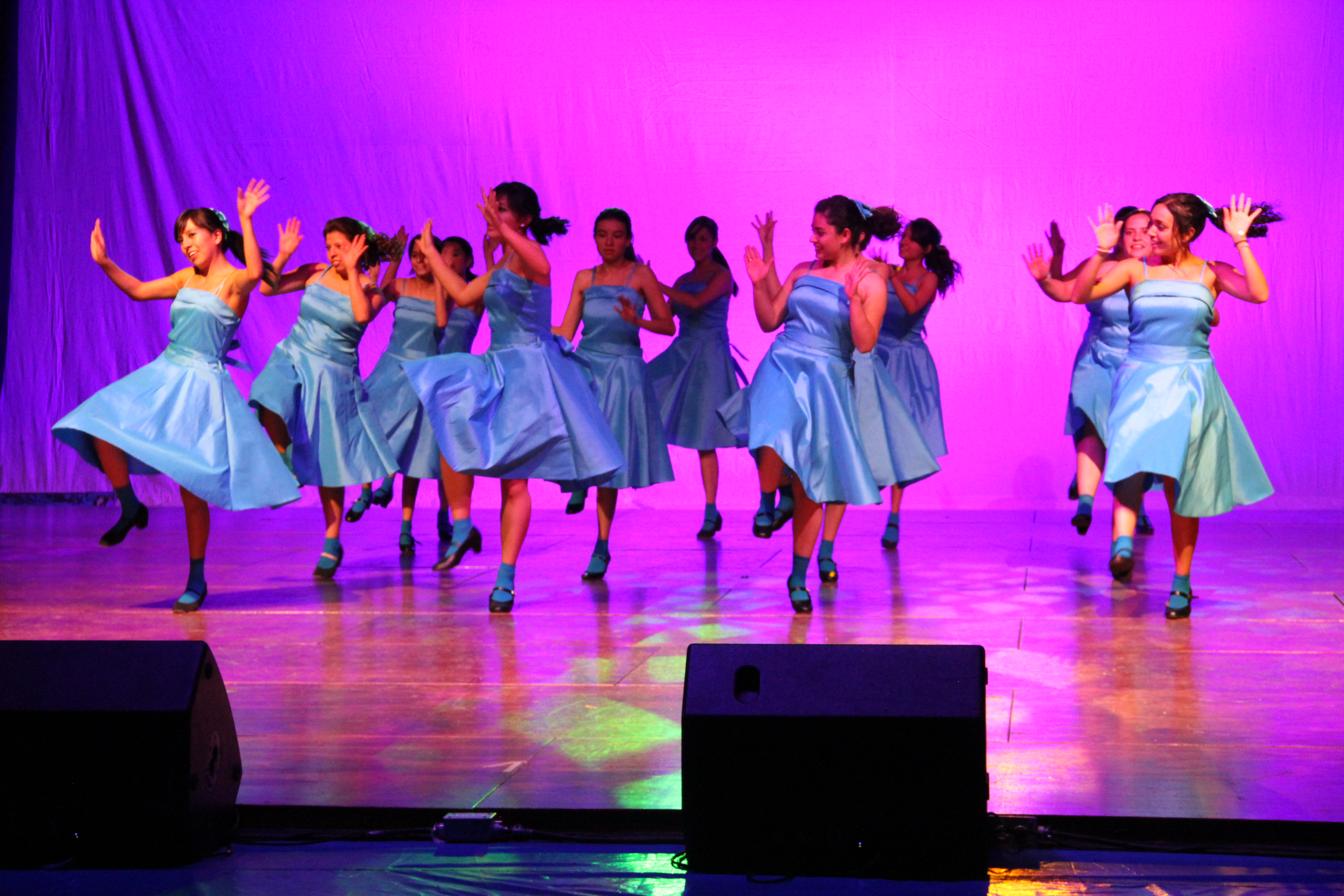
مجموعة من الطالبات يؤدون الرقص النقري بـ المكسيك.

ترجع أصول الرقص النقري إلى اندماج عدة رقصات إيقاعية عرقية، وفي الأصل إلى قبائل أفريقية وإسكتلاندية وإيرلاندية ورقصة القبقاب الإنجليزية ورقصة المزمار ورقصة الجيغ. ويعتقد أن بداية ظهور الرقص النقري كانت في منتصف القرن الثامن عشر خلال نهضة الحفلات الغنائية (منسترل شوز). حيث أصبح (وليام هنري) الشهير بـ (مستر غوبا) واحداً من الراقصين ذو البشرة السوداء القلائل الذين انضموا إلي أصحاب الفرقة الغنائية ذوي البشرة البيضاء، حيث يعتبر -وبحد كبير- أنه واحد من أشهر مؤسسي الرقص النقري.ومع انخفاض شعبية الـ (منسترل شوز)، انتقل الرقص النقري إلى المسرح الأكثر شعبية (فودفيل).
خلال قاعدة دمج العرقين (ذوي البشرة البيضاء والسوداء)، والتي منع من خلالها أصحاب البشرة السوداء من الرقص المنفرد، فكان أغلبية راقصي مسرح فودفيل ثنائيين. فاشتهر من خلالها الثنائي (باك ويايلز) الذي يتكون من (باكوهو جون سابليت) الراقص النقري و (يايلز وهو فورد واشنتون) عازف البيانو، حيث أتقن هذا الثنائي الأسلوب الرفيع (كلاس آكت) - وهي نمرة مسرحية يرتدي فيها الممثلين بدل (التوكسيدو) الأنيقة، والتي أصبحت بعد ذلك مظهر شائع للرقص النقري. إلا أن هذا الانتقال رآه البعض تفنيداً لفكرة (منسترل شوز) للرقص النقري ووصفوه برقص المهرجين. وظهرت شخصية بارزة خلال هذه الفترة ويدعى (جوبزفلز وهو بيل روبينسون) والذي كان متمكن من رقص (الباك والوينج)، والرقص الأيرلندي. حيث انضم (بيل روبينسون) إلى مجموعة (فودفيل) في عام 1902م في ثنائي يجمعه بـ (جورج دابليو كوبر). واشتهرت فقرتهم بسرعة وأصبح يعلن عنها في أهم الأحداث في البلد وتجوب إنجلترا أيضاً.ولكن تشاجر الثائي وانتهت شراكتهم عام 1908م. وفيما بعد قرر (روبينسون) أن يقامر بشعبيته ويؤدي رقصة منفردة، حيث كان نادراً لرجل ذو بشرة سوداء في ذلك الوقت، وبالرغم من ذلك حقق نجاحاً هائلاً وبعدها بفترة وجيزة أصبح أحد مشاهير العالم، وأكمل طريقه إلى أن أصبح له أدوار البطولة في الأفلام أشهرها (شيرلي تميل فرانشايز). وبعدها بفترة وجيزة ظهر الأخوان (نيكولاس) وهما (فايرد) و (هارولد)، وقد أذهل هذا الفريق الجماهير بمزج الأسلوب الكلاسيكي في الرقص بالحركات البهلوانية، حيث قدم الثنائي مشهداً رائعا في فيلم (الجو العاصف) حيث رقص الثنائي صعوداً ونزولاً من سلم بالقفز فوق بعضهم البعض.
خلال فترة الثلاثينات، اختلط الرقص النقري بـ (ليندي هوب) وبعض حركاتها كـ«الشقلبة والدوران في الهواء» والتي تصاحب حركة القدمين النقرية (النقر بحركة القدمين). وفي منتصف أواخر الخمسينات، اختلفت طرق الترفيه لتنخفض شعبية موسيقى الجاز والرقص النقري، بينما ظهرت موسيقى (الروك والرول) ورقص الجاز الحديث.
إن ما يسمى حاليا برقص الجاز يتضمن الرقص النقري، فكلا الرقصتان لديهما العديد من الحركات المشتركة، إلا أن الجاز طور منفصلا عن الرقص النقري ليصبح فناً جديداً وله حقوقه المستقلة. (آرثر دانسون) و (تومي تون) هما من أشهر الراقصين في فترة الستينات والسبعينات.
وساعدت مقولة الفائز بجائزة (إيميلي) والتي بثت في برنامج وثائقي عام1979: «لا عنصرية في الرقص النقري» على النهضة الحالية للرقص النقري، فالنجاح الباهر لفيلم الكرتون (الأقدام السعيدة) عزز شعبية الرقص النقري.
اليوم العالمي للرقص النقري بالولايات المتحدة - ويحتفل به في 25 من مايو - سجله قانونياً الرئيس جورج بوش في 7 نوفمبر عام 1989م (وأختير يوم 25 مايو لأنه يوم ميلاد الراقص النقري الشهير بيل بوبانجلز روبنسون).
أبرز راقصين الرقص النقري الحديث هم: (سارا ريتش، باديندا بوفالينو، ميليندا سوليفان، جايسون سامويلز سميث، كلوي أرنولد، ديان «ليدي دي» والكر، فرقة أنديا بوب، نيلي وذاوول الرقص النقري أيضاً، وفي الرقص الإيطالي جيم بريسنال).

## خصائص الرقص النقري
المقال الرئيسي: طريقة الرقص النقري.

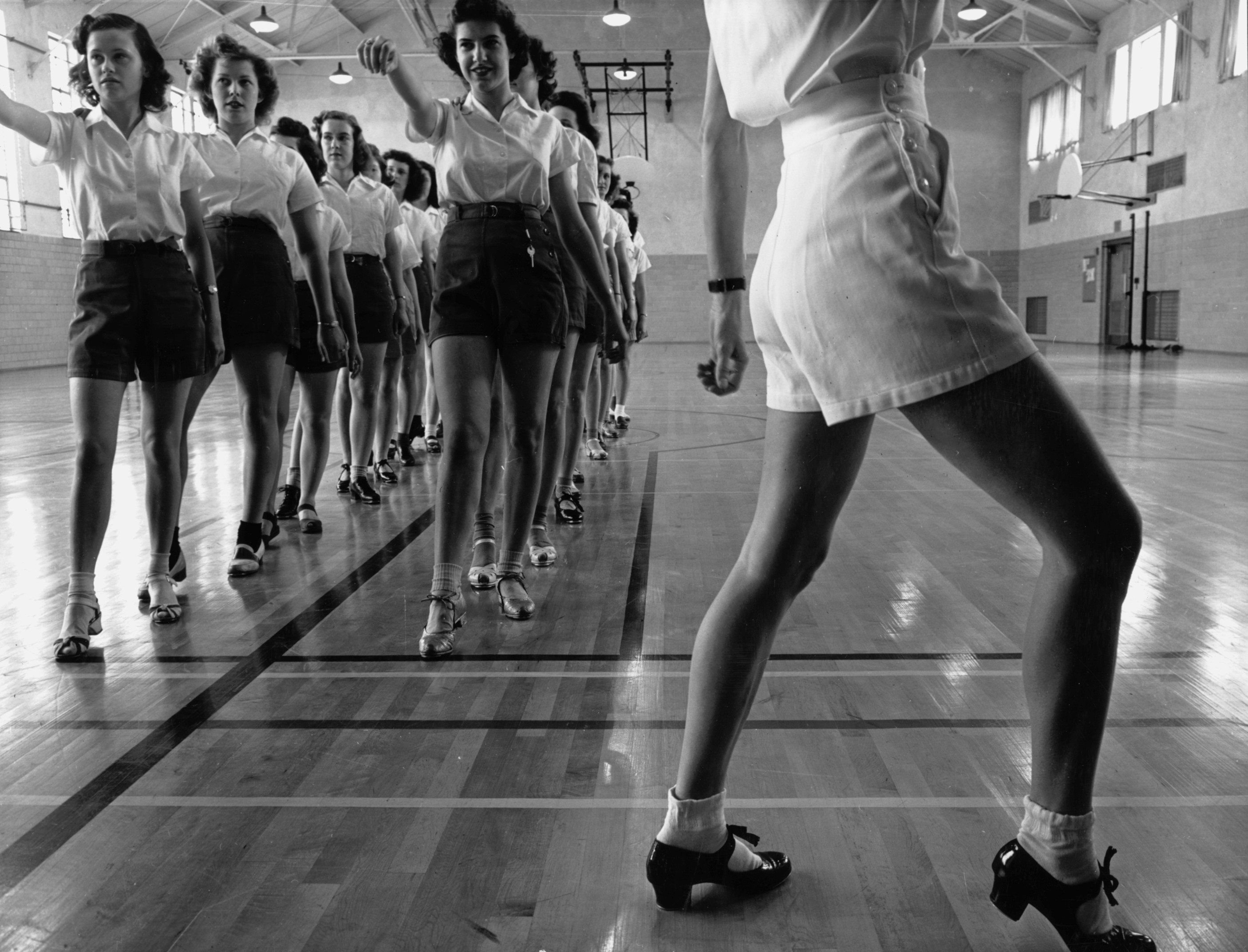
فصل لتدريس الرقص النقري بـجامعة لوا ستايت, 1942.

عادة ما يستخدم راقصوا الرقص النقري تأخير النبرة الموسيقية، فعادةً ما يبدأ فن الرقص عند الدقة الثامنة أو الأولى. وأيضاً هناك ميزة أخرى للرقص النقري وهي الارتجال، فالرقص النقري قد يتبع إيقاع الموسيقى المعزوفة أو يكون من دون موسيقى أبداً وهو ما يعرف ب (كابيلا).
ال (هوفرز) هم الراقصون النقريون الذين عادة ما يرقصون«أقرب للأرض» مستخدمين حركات الأقدام وليس حركات الجسم والأذرع. وهذا النوع من الرقص النقري يعرف ب«النقر الإيقاعي» والذي استخدمه العبيد في أمريكا، وذلك لأن العبيد لم يكن مسموح لهم ممارسة عاداتهم وثقافاتهم، فقاموا بمزج طريقتهم في الرقص بخطوات الرقص الأيرلندي لخلق الرقص النقري الذي يمكن إخفاء أسلوبهم فيه عن أعين الناس، وهذا هو أصل النقر، أما مانتشر لاحقاً (النقر الذي يعرفه الناس حالياً) فهو «النقر العرضي» الذي يستخدم فيه حركات الأذرع. وقد انتشرت هذه الطريقة لأنه أعتقد أن النقر العرضي أكثر امتاعاً عند مشاهدته، ولأنه أصبح مشهوراً أيضاً عند عرضه في (برودواي). وقد طور (ستيڤ كوندس) أسلوب نقر إقاعي مبتكر، والذي تأثر به الراقصين النقريين الحديثين: (جورجي هنس) و (سافيون جلوفر). إن معظم الهوفرز الحديثين ك (سامي، داڤيس، جي آر، جلوڤر، هينس، لاڤيون روبنسون) كانوا رجال ذو بشرة غامقة (سوداء).
ساعد (ساڤيون جروڤر) على تقديم الرقص النقري لإعلام الاتجاه السائد من خلال تصميم فيلم (الأقدام السعيدة) والذي يقدم فيه البطاريق وهي ترقص الرقص النقري. وهناك فيلم مشهور آخر عن الرقص النقري الذي عرض في عام 1989 وهو (انقر) بطولة (جورجي هنس) وعدد من الهوفرز القدامى.
إن الراقصين النقريين الحديثين ك (فريد أستير) الذي وفر العديد من قاعات الرقص التي خصصت للرقص النقري، بينما أدخل (جين كيلي) بعض حركات الباليه لأسلوم الرقص النقري، حيث أدى هذا الأسلوب من النقر إلى مايعرف حالياً ب (أسلوب برودواي) والذي اشتهر في الثقافة الأمريكية، وهو يتضمن أحذية نقر منعلة بحرفية وموسيقى مسرحية وهو النوع الذي عادةً ما يعلم أولاً للمبتدئين. ومن أمثلة تواجد هذا النوع في الموسيقى ببرودواي «أني ثنج جوز» و «فورتي سيكاند ستريت».
خطوات الرقص النقري العادية المنتشرة تتضمن صوت جر القدمين على الأرض، ك (شافيل بول شانج، دوبل شافيل، لييب شافيل، هوب شافيل، فلاب، فلاب بول شانج، راننج فلاب، فلاب هييل، كرامبرول، بافيللو، ماكسي فورد، بول باكس، وينجز، سينسيناتي، ذا شيمشام شيمي (ليندي)، ايرش، والتز كلوج، دا بدل رول، باراديدل، ستومب، برشز، سكافز، سبانك، رفز، سينجل دوبل تو، هوت ستيبس، هييل كليكس، تايم ستيبس، اوفير ذا توبس، ميليتري تايم ستيب، نيويوركز، شاجي بوبيس، دروباك، شانجز)
في الرقص النقري المحترف يمكن جمع الخطوات الأساسية مع بعضها لخلق خطوات جديدة، فالعديد من الخطوات تكون مفردة أو ثنائية أو ثلاثية الأسلوب، وتتضمن (بولباكس، تايم ستيبس، دروباكس). كما أن هناك العديد من حركات الدوران ك (ستيب هييل، ماكسي فورد، كرامبرول، دراج)
ويستخدم أسلوب ال«تايم ستيبس» كثيراً في النقر وقد يختلف باختلاف المناطق، فهو يتكون من إيقاع متغير حيث يقوم الراقص بتغير الحركات بالإضافة أو الحذف. كما يمكن أن يؤدى الرقص النقري باستخدام أسلوب (كابيلا) حيث لا تتوفر موسيقى والراقصون هم من يصنعون موسيقاهم الخاصة نتيجة نقر أحذيتهم. في الرقص النقري الجماعي، عادة ما تبقى الخطوات بسيطة وسهلة التحكم، فالمجموعة الراقصة عليهم الرقص معاً والحفاظ على تطابق سرعة حركاتهم لإصدار الصوت.

## الحذاء النقري

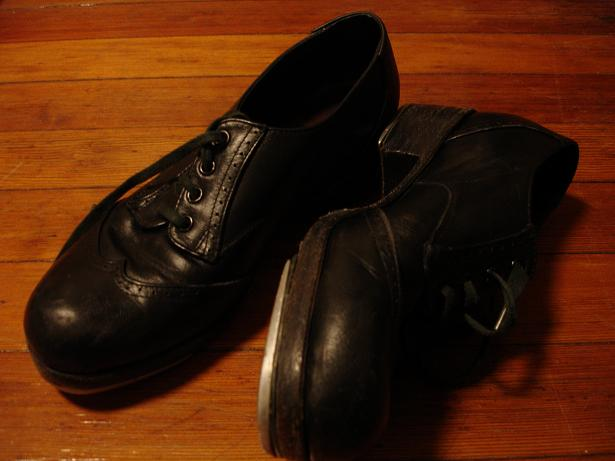
الحذاء النقري.

في بدايات الرقص النقري، كانت نعال أحذية الرقص النقري مصنوعة من الخشب، ولكن فيما بعد أصبحت معظمها مصنوعة من الجلد، ولا زال لومنا هذا يصنع العديد من المنتجين هذه الأحذية.
وتختلف مميزات النقر إلى حد كبير بناءً على الشركة المنتجة الطراز، فعلى سيبل المثال: بعض الأحذية النقرية تكون خفيفة الوزن نسبياً وباطن القدم صغير، كما أن هناك نوع آخر يكون أسمك وباطن القدم ممتلئ للحواف مما يجعلها أثقل وزناً.
تتأثر «نغمة» الحذاء بوزنه وشكل السطح أيضاً، والذي قد يكون مقعر أو محدب. أما نوعية النغمة فتتأثر بالمادة المصنوع منها الحذاء، ويتم تثبيتنعل الحذاء بالراغي أو بالغراء أحياناً، وتثبت البراغي اللوح الصوتي لتتعلق بالحذاء - وهو لوح ليفي رقيق متحد مع نعل الحذاء والذي يتم تثبيته بإحكام باستخدام البراغي- ، وعند عدم استخدام الغراء، قد تترخى البراغي أو تضيق لانتاج أصوات مختلفة، بينما تكون نوعية النغمة ثابتة عند استخدام الغراء.

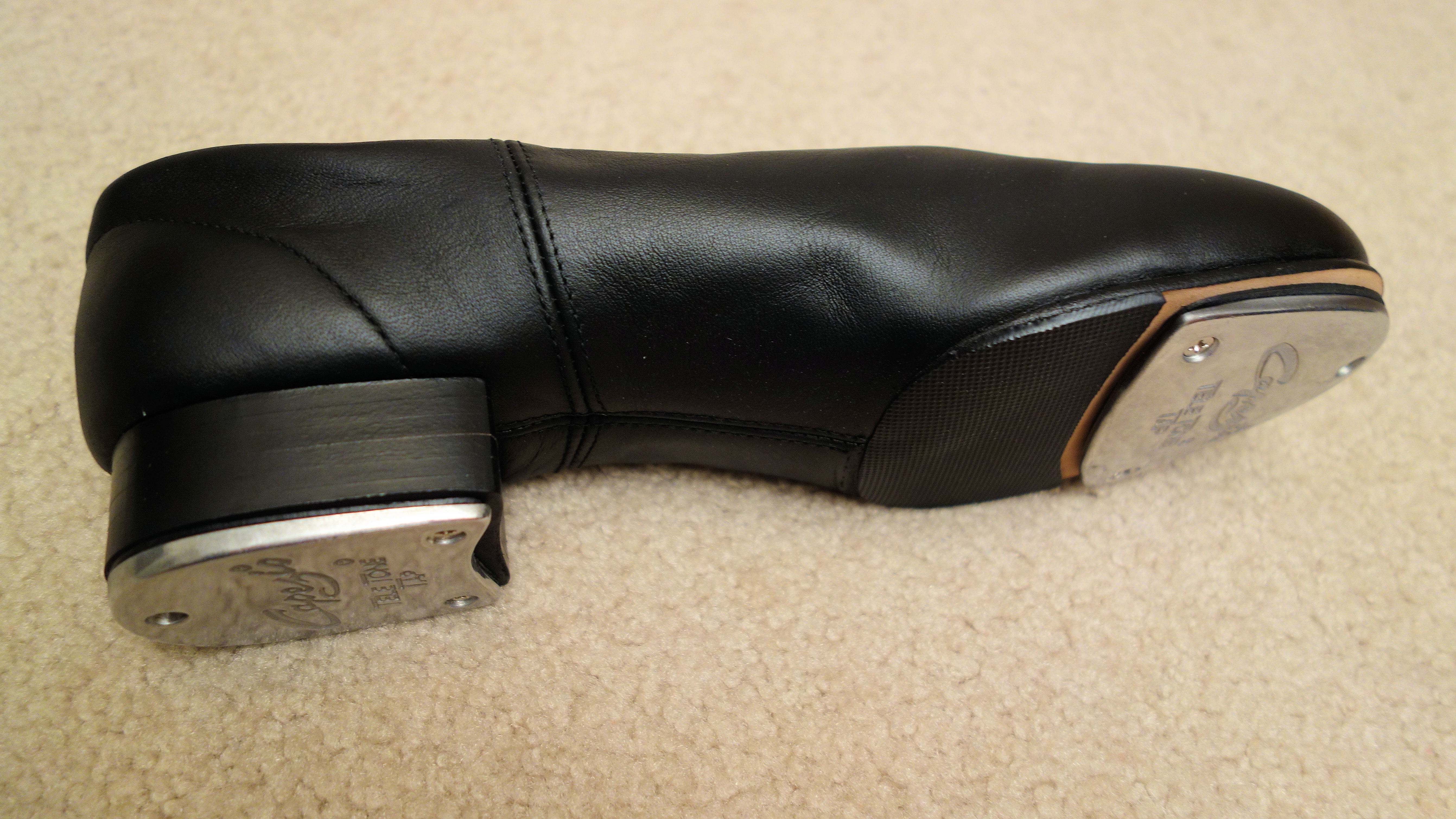
صورة جانبية للحذاء النقري
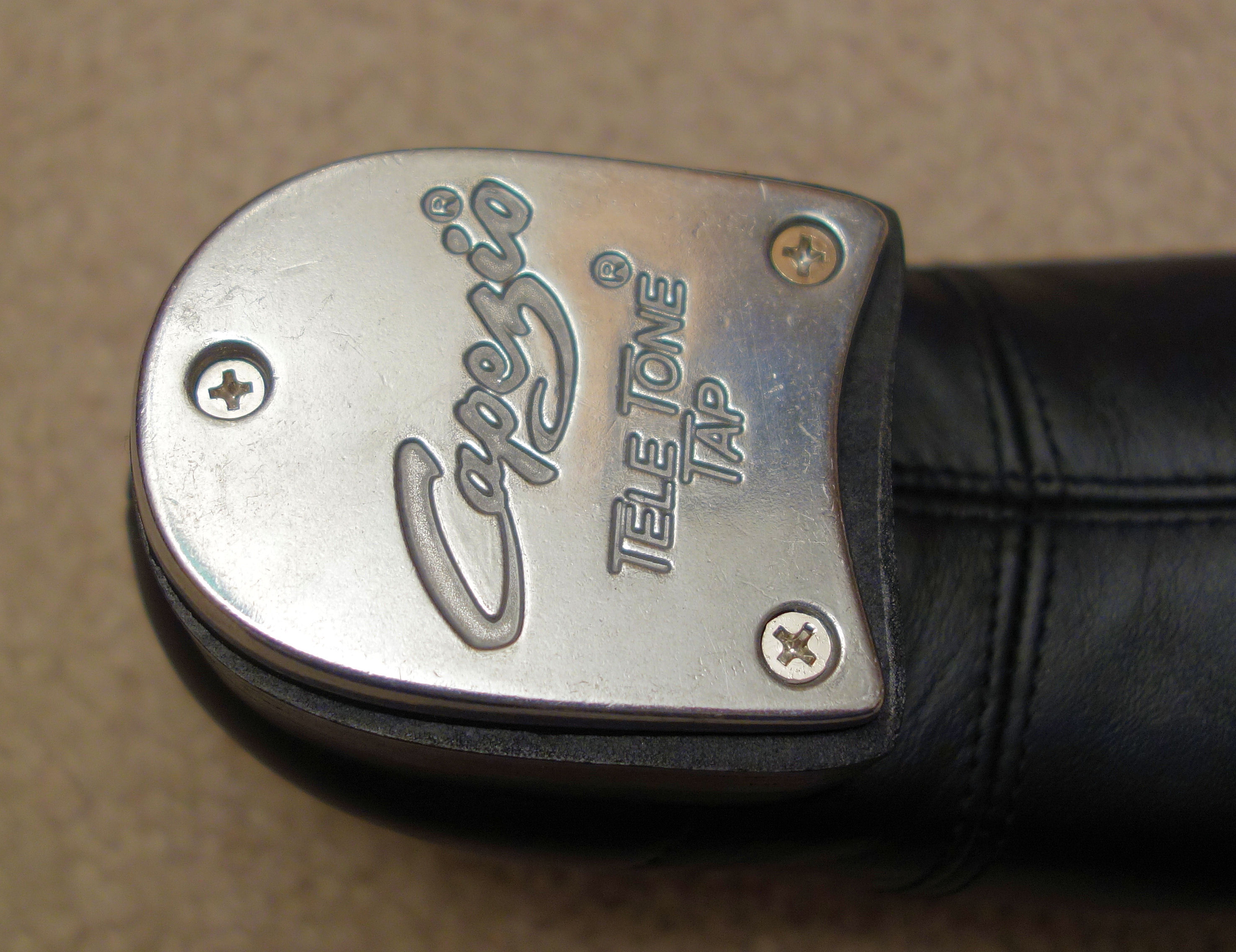
اللوح المعدني المثبت بالبراغي على الكعب
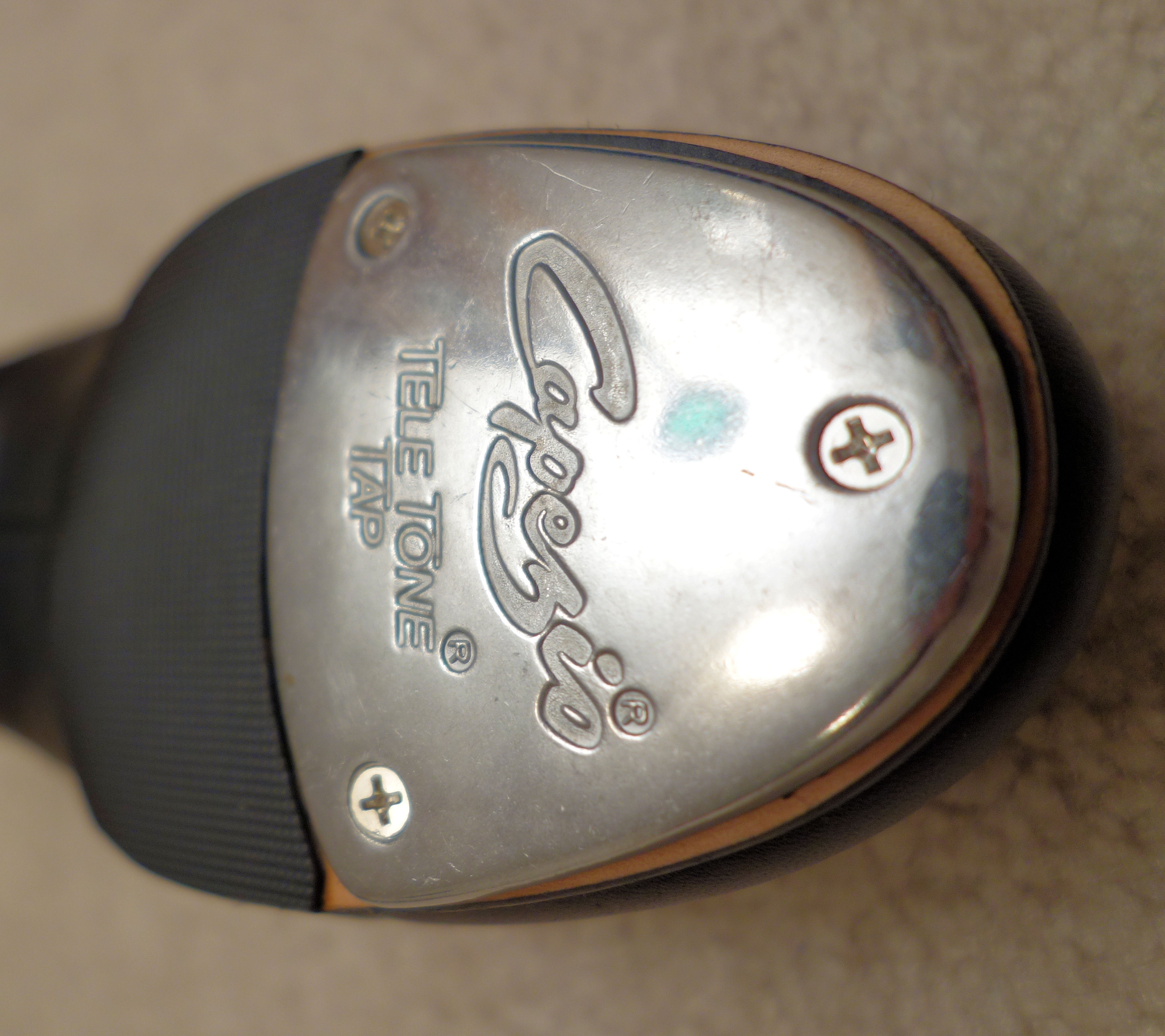
اللوح المعدني المثبت على أطراف الأصابع